# CLEO
CLEO (ang. Cisco Router in Low Earth Orbit) – router firmy Cisco Systems znajdujący się na pokładzie satelity Disaster Monitoring Constellation. Używany był do prób związanych z używaniem internetu w przestrzeni kosmicznej.